# Ahmed Belhadji
Ahmed Belhadji Saidi (in arabo أحمد بلحاج سعيدي‎?; al-Hoseyma, 16 novembre 1997) è un calciatore marocchino, attaccante del Ceramica Cleopatra.

## Caratteristiche tecniche
È un'ala destra – in grado di agire da trequartista – agile nei movimenti e in possesso di discrete doti tecniche che gli consentono di saltare con efficacia il diretto avversario, abile nel servire assist ai compagni.

## Carriera
All'età di 8 anni entra nelle giovanili del Tàrrega. Nel 2015 viene tesserato dal Cornellà, che nel 2016 lo aggrega alla prima squadra, impegnata in Segunda División B. Nel 2017 firma un triennale con il Real Saragozza, che lo aggrega alla formazione riserve. Esordisce in prima squadra il 17 dicembre 2019 contro il Socuéllamos in Coppa del Re, subentrando al 79' al posto di Jorge Pombo.
Il 4 settembre 2021 viene ingaggiato dall'Inter Escaldes, con cui vince il campionato e la Supercoppa. Il 21 giugno 2022 esordisce nelle competizioni europee in La Fiorita-Inter Escaldes (1-2), incontro preliminare valido per l'accesso alla fase a gironi di UEFA Champions League, subentrando al 60' al posto di Aridai Cabrera.
Il 24 luglio 2022 si trasferisce in Egitto, accordandosi a parametro zero con l'Aswan. Il 31 gennaio 2023 passa in prestito con diritto di riscatto allo Zamalek.

## Statistiche

### Presenze e reti nei club
Statistiche aggiornate al 1º agosto 2024.
| Stagione                | Squadra                 | Campionato              | Campionato | Campionato | Coppe nazionali | Coppe nazionali | Coppe nazionali | Coppe continentali | Coppe continentali | Coppe continentali | Altre coppe | Altre coppe | Altre coppe | Totale | Totale |
| Stagione                | Squadra                 | Comp                    | Pres       | Reti       | Comp            | Pres            | Reti            | Comp               | Pres               | Reti               | Comp        | Pres        | Reti        | Pres   | Reti   |
| ----------------------- | ----------------------- | ----------------------- | ---------- | ---------- | --------------- | --------------- | --------------- | ------------------ | ------------------ | ------------------ | ----------- | ----------- | ----------- | ------ | ------ |
| 2016-2017               | Cornellà                | SDB                     | 24         | 5          | CR              | 3               | 1               | -                  | -                  | -                  | -           | -           | -           | 27     | 6      |
| 2017-2018               | Real Saragozza B        | SDB                     | 24         | 4          | -               | -               | -               | -                  | -                  | -                  | -           | -           | -           | 24     | 4      |
| 2018-2019               | Linense                 | SDB                     | 32         | 1          | -               | -               | -               | -                  | -                  | -                  | -           | -           | -           | 32     | 1      |
| 2019-2020               | Real Saragozza B        | TD                      | 25+1       | 6          | -               | -               | -               | -                  | -                  | -                  | -           | -           | -           | 26     | 6      |
| Totale Real Saragozza B | Totale Real Saragozza B | Totale Real Saragozza B | 49+1       | 10         |                 | -               | -               |                    | -                  | -                  |             | -           | -           | 50     | 10     |
| 2019-2020               | Real Saragozza          | SD                      | 0          | 0          | CR              | 1               | 0               | -                  | -                  | -                  | -           | -           | -           | 1      | 0      |
| 2020-2021               | Orihuela                | SDB                     | 16+2       | 0          | -               | -               | -               | -                  | -                  | -                  | -           | -           | -           | 18     | 0      |
| 2021-2022               | Inter Escaldes          | PD                      | 21+6       | 5+1        | CC              | 3               | 1               | UCL+UECL           | 2+0                | 0                  | SA          | 1           | 0           | 33     | 7      |
| 2022-gen. 2023          | Aswan                   | PL                      | 16         | 3          | CE              | 0               | 0               | -                  | -                  | -                  | -           | -           | -           | 16     | 3      |
| gen.-giu. 2023          | Zamalek                 | PL                      | 6          | 1          | CE              | 2               | 0               | CCL                | 2                  | 0                  | -           | -           | -           | 10     | 1      |
| 2023-gen. 2024          | El-Gouna                | PL                      | 9          | 7          | CE              | 0               | 0               | -                  | -                  | -                  | -           | -           | -           | 9      | 7      |
| gen.-giu. 2024          | Ceramica Cleopatra      | PL                      | 22         | 1          | CE              | 0               | 0               | -                  | -                  | -                  | -           | -           | -           | 22     | 1      |
| Totale carriera         | Totale carriera         | Totale carriera         | 204        | 34         |                 | 9               | 2               |                    | 4                  | 0                  |             | 1           | 0           | 218    | 36     |

## Palmarès

### Club

#### Competizioni nazionali
- Supercoppa d'Andorra: 1

Inter Escaldes: 2021
- Campionato andorrano di calcio: 1

Inter Escaldes: 2021-2022